# Konopný beton
Konopný beton (známý i pod názvy Hempcrete, Hemcrete, Canobiote, Canosmose, Isochanvre, IsoHemp) je směs konopného pazdeří (stébel konopí), písku, vápna a vody. Je to ekologicky šetrný materiál, který se používá jako stavební a izolační materiál. Má dobré tepelné a zvukové izolační vlastnosti, ale nízkou mechanickou pevnost. Není tedy použitelný pro nosné stěny. Nosná konstrukce může být potom ze dřeva, kovu nebo klasického (cementového) železobetonu.
Používá se jako plnivo v rámových konstrukcích a pro výrobu prefabrikovaných panelů. Změna hustoty směsi hempcretu ovlivňuje jeho použití. Směsi s vyšší hustotou se používají pro izolaci podlah a střech, zatímco směsi s nižší hustotou se používají pro vnitřní izolaci a vnější omítky.

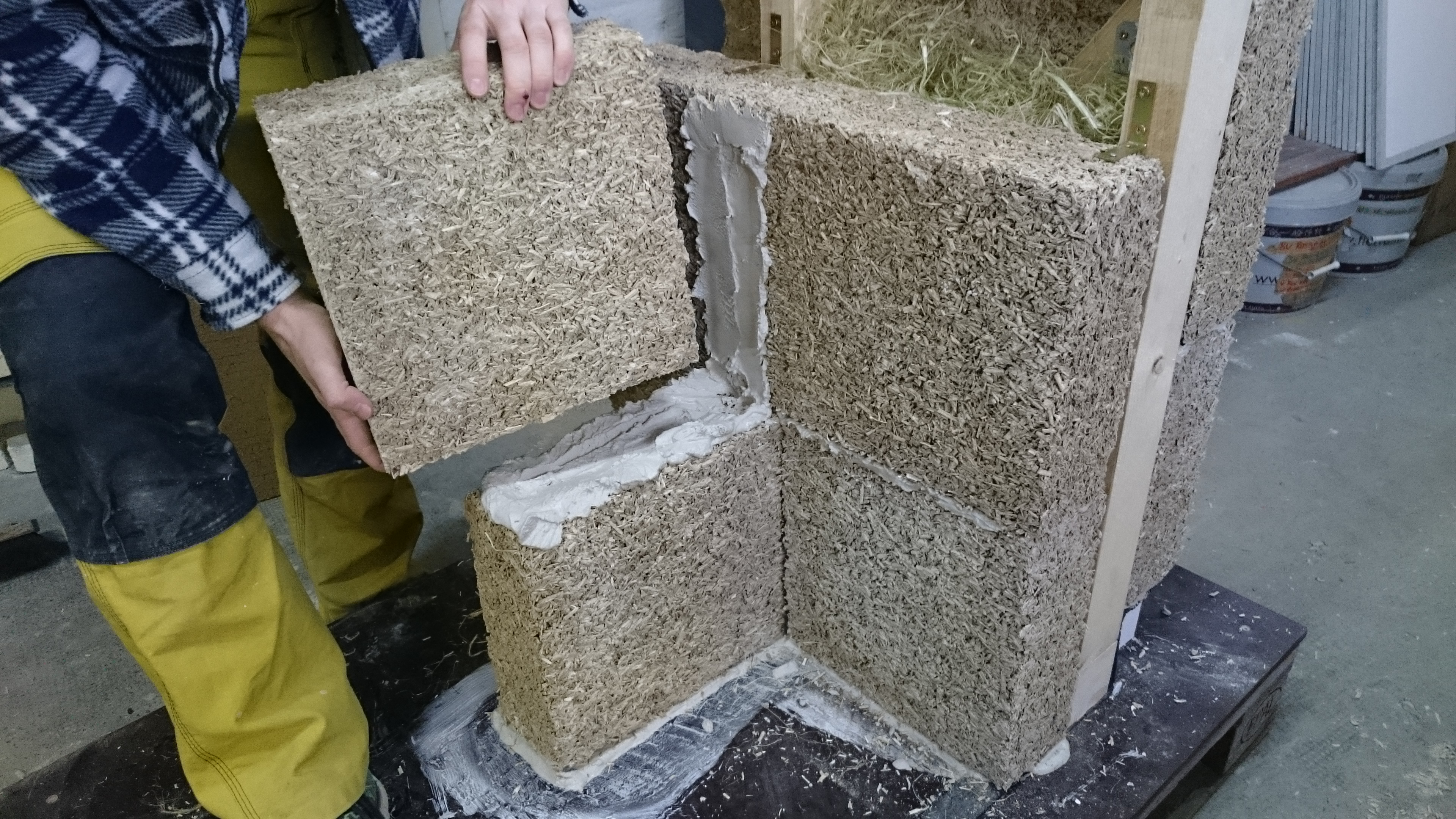
Zeď postavená z konopného betonu

Zdi z hempcretu lze pokládat bez jakéhokoli pokrytí nebo lze na ně aplikovat povrchové omítky. Při použití omítek se používá stejná směs konopné malty, ale v jiných poměrech.

## Historie
Z archeologických výzkumů vyplývá, že o užitečnosti pazdeří věděli už ve staré Indii.[kdy?] Pazdeří najdeme v omítce chrámu Adžanta vybudovaného v čedičovém útesu na východu Indie. Konopný beton se v Evropě používal nejvíce ve Francii, a to už v opěrách mostu z 6. století nebo ve zdivu hrázděných domů z 16. a 17. století. Od počátku 90. let jej potom používali při renovaci historických budov. Dále také ve Velké Británii a Irsku pro opravu podlah zejména kostelů, starších farem či kamenných budov. V následující letech bylo postaveno několik objektů pro bydlení, zejména ve Francii, Velké Británii  i Kanadě. V roce 2013 byl konopný beton použit pro obnovování domů zničených během zemětřesení v Nepálu.

## Složení konopného betonu
Konopný beton je vyroben z konopného pazdeří, smíchané s vápenným pojivem a vodou. Pro spojení se může použít hydratovaná vápenná malta (která se vyrábí z čistého vápence a tuhne při aborbci CO2 během procesu karbonatizace) nebo přírodní hydraulická vápenná malta (ta se vyrábí z vápence s příměsí jílu a tuhne reakcí s vodou), popřípadě směs obou. V některých případech se jako příměs používá i cement, který pomáhá zrychlit proces tuhnutí a zlepšuje mechanickou odolnost.
Samotné konopné pazdeří má velmi dobré izolační vlastnosti, používá se i v izolačních deskách. Díky karbonataci (zachycování CO2) konopný beton tvrdne, kamení, čímž časem získává ještě lepší izolační vlastnosti. Ve směsi konopná malta snadno absorbuje a uvolňuje vodní páru ze vzduchu, což snižuje riziko kondenzace vodní páry a zvyšuje tepelný komfort. Díky vápníku konopné stonky postupně mineralizují, čímž snižují riziko vzniku hniloby a plísní.
Opakované analýzy zjistily pozitivní výsledky pro tlakovou pevnost a hustotu, ale velkou variabilitu pro Youngův modul, kde se pohybují od vynikající ke špatné kvalitě. Byl zdůrazněn také vliv počáteční obsahu vody na hustotu. Čím vyšší je počáteční obsah vody, tím nižší je hustota příslušného konopného betonu. Bylo také zjištěno, že konopí s malou velikostí částic vede k lepším mechanickým vlastnostem konopného betonu. Výsledky také ukázaly, že existuje určitá variabilita mezi různými směsi a proto musí být smíchání prováděno s maximální péčí. Výkonnost a vlastnost materiálu z konoplné malty závisí na použitých pojivech, na kvalitě a délce konopných stonků i na jejich poměru ve směsi.
Průmyslové konopí za 12 týdnu doroste výšky až 4 metrů. A už v průběhu růstu díky fotosyntéze pohlcuje CO2. Na jednom hektaru pozemku tak lze za chvíli vypěstovat 8-10 tun konopí. Což je množství, které je dostatečné pro stavbu malého rodinného domu. 

## Výhody a nevýhody konopného betonu

### Výhody
- Kombinace tepelné izolace a akumulace tepla[3] [9]
- Odolnost proti vlhku a ohni[3]
- Odolnost proti hluku [10]
- Odolnost proti plísním, houbám, hmyzu, hlodavcům[3]
- Lehčí a pružnější než klasický beton [10]
- Díky nízké hustotě se mu vyhnou praskliny [4], odolnost i při zemětřesení [4]
- Ekologicky šetrný
- Recyklovatelný materiál, blok z hempcretu může být rozdrcen a znovu použit jako plnivo pro izolaci.[3]

### Nevýhody
- Nízká mechanická pevnost, nevhodný pro nosné stěny [2]
- S používáním konopného betonu se také často používá cement, který není environmentálně šetrný.[3]
- Pokud se kvůli zvýšení produkce konopí sníží produkce potravin, musí se brát v úvahu, že potravinová produkce musí být přesunuta jinam, což může vést k dalším environmentálním dopadům (odlesňování, ztráta biodiverzity)[3]
- Poměry při smíchání mají vliv na vlastnost materiálu[2][3], je nutné tomu věnovat pozornost
- Nový materiál, stále se studuje, obecně je ještě potřeba materiál více zkoumat

## Ekologický pohled
Nejběžněji se jako stavební materiál používá beton. Ten však (respektive produkce jeho základní složky, cementu) vytváří ohromné emise. V roce 2018 vzniklo v České republice kvůli produkci cementu celkem asi 3,8 miliónu tun CO2, což odpovídá přibližně 2,7% celkových emisí skleníkových plynů v ČR. V rámci zvětrávání potom sice beton pohlcuje CO2 ze vzduchu, ale během let dokáže vstřebat jen 43% plynu, kterého se kvůli jeho výrobě dostalo do atmosféry.
Použití jiného stavebního materiálu než klasického betonu by mohlo minimalizovat dopad na životní prostředí. Jílové směsi nemají vhodné tepelné vlastnosti, balíky slámy zase nejsou dostatečně odolné vůči vlhkosti. Alternativou je vápenný beton, při jehož zpracování nedochází k tak vysoké produkci CO2. Vápenný beton vykazuje dobrou odolnost v tlaku, nikoli však v tahu a proto je potřeba jej vyztužit. Nejrozšířenějším materiálem pro výztuže je ocel, ale bylo zjištěno, že konopné vlákna jsou stejně odolná.

## Analýza životního cyklu
Po provedení analýzy životního cyklu, která posuzuje ekologičnost materiálu od těžby surovin přes samotnou výrobu materiálu, jeho dopravou na staveniště, konstrukcí budovy, jejím provozem i následnou demolicí a recyklací materiálu, ukázala, že konopný beton lze považovat za ekologicky šetrný. Výsledky analýzy ukázaly, že největší environmentální dopad má výroba pojiva, doprava je potom druhá nejvýznamnější.
Konopný beton působí jako uhlíková past a jeho celková uhlíková bilance je negativní. Je to materiál, který absorbuje CO2 z atmosféry, jako jakékoli jiné zelené plodiny, již během svého růstu, i po celou dobé své životnosti. Očekávané množství zachyceného CO2 v čistých emisích CO2 z celého životního cyklu hempcretu se podle následujícího zdroje pohybuje mezi -1,6 až -79 kg CO2e/m2.